# Misumenops candidoi
Misumenops candidoi es una especie de araña cangrejo del género Misumenops, familia Thomisidae. Fue descrita científicamente por Caporiacco en 1948.

## Distribución
Esta especie se encuentra en Guyana.